# Варяги

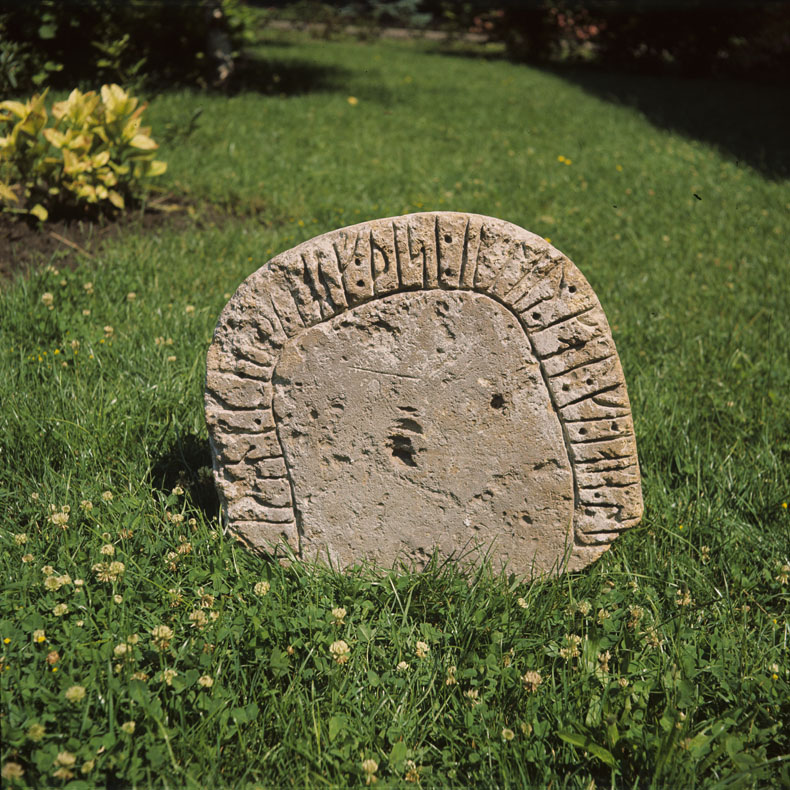
Варязький «Березанський рунічний камінь» (Березань, Миколаївська область, Україна).

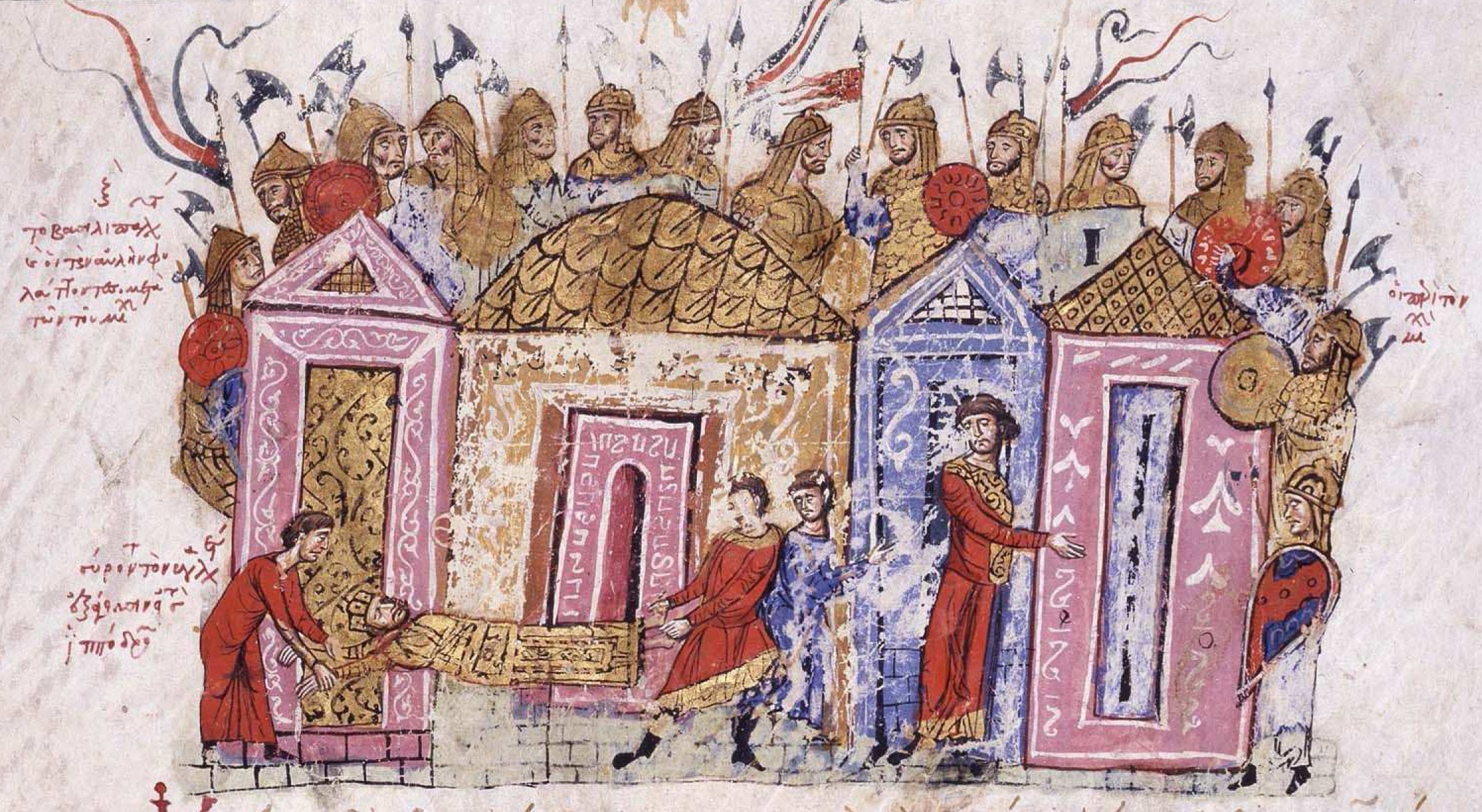
Варяги у Візантії. Ілюстрація з хроніки Скилиці.

Варя́ги (д.-рус. варяже, варязи; грец. βαραγγοι) — назва скандинавських воїнів, що, очевидно, виникла на руському ґрунті в середовищі скандинавів-найманців наприкінці IX — початку X століття і первісно позначало скандинавських воїнів, прийнятих на певних умовах (за угодою) до війська руських князів.
Перша згадка міститься в «Повісті минулих літ» під 862 роком, в оповіді про покликання варягів - літописний сюжет про запрошення на князювання до племені чудь, словен, кривичі і весь племенами чуді, мері, а також, можливо, весі — варягів на чолі з Рюриком та його братами Синеусом та Трувором згідно з літописами. І прийшли вони спершу до словен і поставили город Ладогу. І сів у Ладозі найстарший брат Рюрик, а другий, Синеус - на Білім озері, а третій Трувор - в городі Ізборську. Через два роки помер Синеус і його брат Трувор, і взяв Рюрик правління все на себе.
Наприкінці Х — початку ХІ століття варяги вступають у Візантії до імператорської гвардії (перша згадка — 1034). Візантійські автори розрізняють «палацових варангів» (гвардійців) і «зовнішніх варангів» (звичайних солдатів-найманців). Ймовірно, разом з воїнами-вярягами, що вертались на батьківщину, найменування «варанги» потрапило до Скандинавії, де набуло форми vaeringi для позначення скандинавів, що побували у Візантії.

## Версії етимології
- Варяги — від старо-північн.-герм. — væringjar — «об'єднані клятвою», нім. — Waräger.
- Вагри[2].
- згідно з В. Томсеном та Максом Фасмером перша письмова згадка про варягів стрічається в 1034 р. у Георгія Кедрина у значенні «охоронець, воїн з найманої варти візантійських імператорів»[3]
- від давньосканд. — Væringjar, із «várar», «важлива обіцянка», щось на зразок «Пов'язане Словом та Клятвою товариство озброєних вояків».
- «Варяги» походить від старогерм. wara (Присяга, клятва), тобто варягами були воїни, що дали клятву (мабуть, у вірності візантійському імператору).
- Віталій Скляренко у своїй монографії «Русь і варяги» (2006) обґрунтовує етимологію слова «варяг» від давньослов'янського «варити» (берегти, оберігати) з додаванням до кореня «вар» цілком слов'янського ж суфіксу «-ягъ».[4]
- За словником венедської мови слово «warang» означає меч, а «swariol» — клятва, оскільки її робили на мечі[5]. Таким чином, «варяг» може означати «мечник». Мечники згадуються як окрема категорія княжої дружинни, що виконувала судові та дипломатичні справи[6]

## Опис

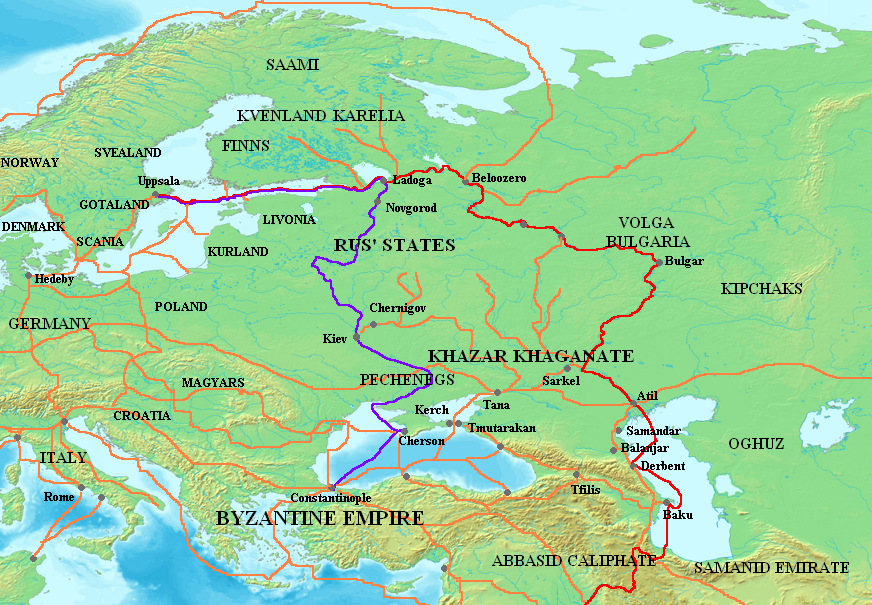
Варязькі річкові шляхи.

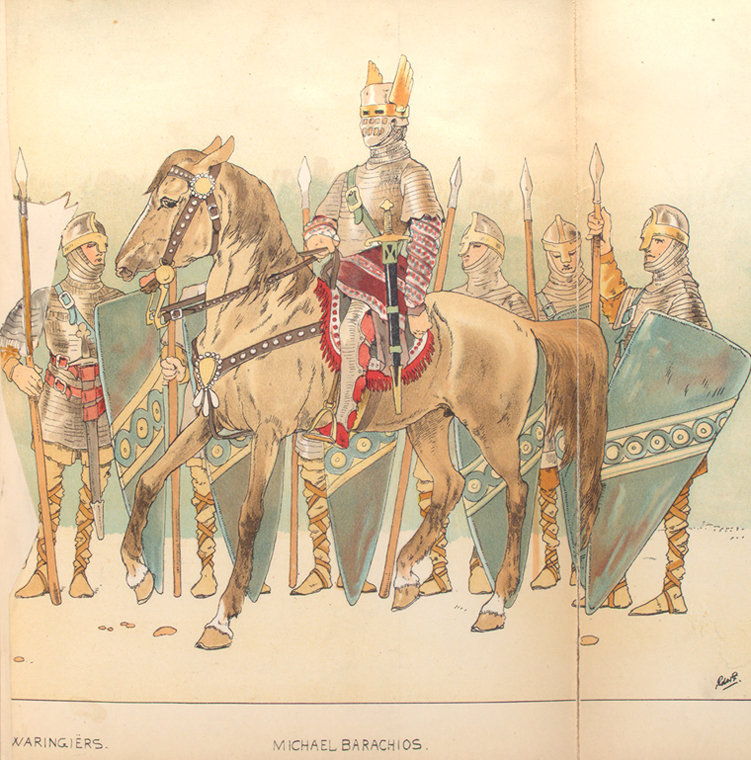
Веринги у Візантії

Згадка про варягів у візантійських джерелах — у хроніці другої половини 11-го століття (1057 р.) «Synopsis Historion» візантійського придворного історика Іоанна Скілітця (лат. - Ioannes Skylitzes; грец. - Ιωάννης Σκυλίτζης).
Уперше у староруських джерелах згадуються у вміщеній у «Повісті минулих літ» легенді про «закликання варягів». «Повість» називає варягами представників різних народів, а Балтійське море — «Варязьким морем»:

|  | ...идоша [з контексту: представники чуді, словен, мері, вєсі, кривичів] за море к варягом к руси. Сице бо ся звахутьи варязи русь, яко се друзии зъвутся свие друзии же урмане, анъгляне, друзии гъте, тако и си... |

Припускається, що у «Повісті временних літ» слово «варяги» не вживається тільки до скандинавських народностей (свеї, тобто, шведи, або урмани — нормани, норвежці), але й до германських племен (англи, готи). Крім того в етногеографічному вступі, укладач «Повісті…» жодного разу не вживає конкретних скандинавських етнонімів. Літописець розрізняє всіх варягів і русів,  протиставляє їх: "се руси, а се свеї". І хоч перші руські князі Олег, Ігор і княгиня Ольга, можливо, мають скандинавські імена, це ще не означає, що вони були скандинавами за походженням. Літописець називає їх вже не «варязькими», а «руськими» князями. В той же час варяги і руси представлені, як різні частини війська Ігоря. Образ варяга неоднозначний і за змістом. Іноді з союзника він перетворюється на ворога-чужоземця, як, наприклад, у розповіді про захоплення Володимиром Святославичем Києва 978 року.

Зміна ставлення до варягів простежується в описі новгородських подій 1015—1016 років, коли князь Ярослав Мудрий визнає «своїми» новгородців, а «чужими» — варягів, і у знаменитому вислові князя Мстислава Володимировича після Лиственської битви 1024 року, який також називає варягів «чужими». Мабуть, як «чужинців» слід тлумачити і варягів, що згадуються у короткій редакції «Руської правди» (О. Зимін). Використання слова «варяги» у «Повісті…» припиняється з середини XI століття; пізніше воно трапляється 2–3 рази у Лаврентіївському літописі і Київському літописі, а у Новгородському першому літописі є лише назви скандинавських народів (дани, готи, урмани, свеї), що, напевно, відображає зміни в характері відносин Русі із скандинавськими країнами.